# Ogackowate

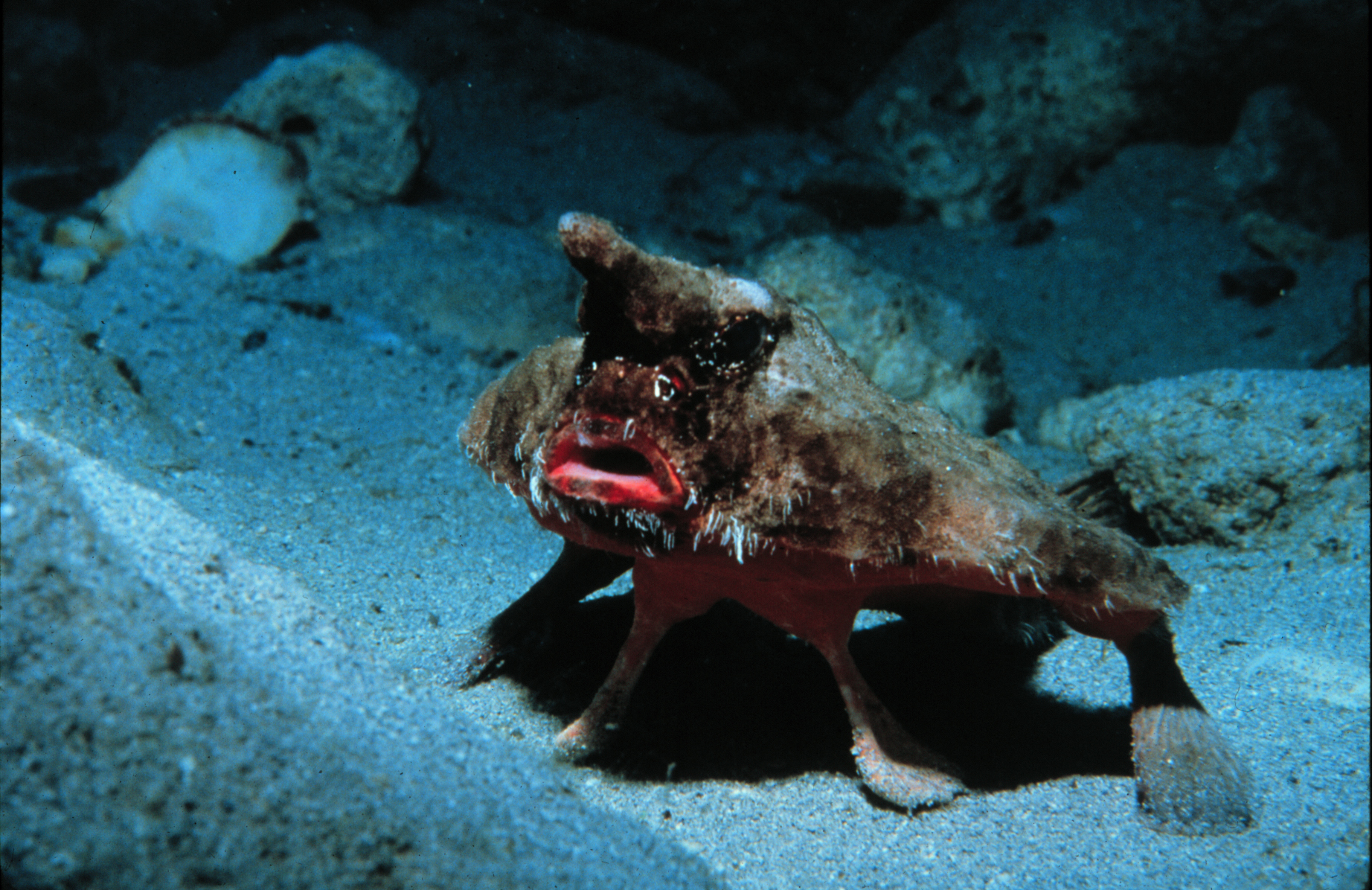
Ogcocephalus parvus

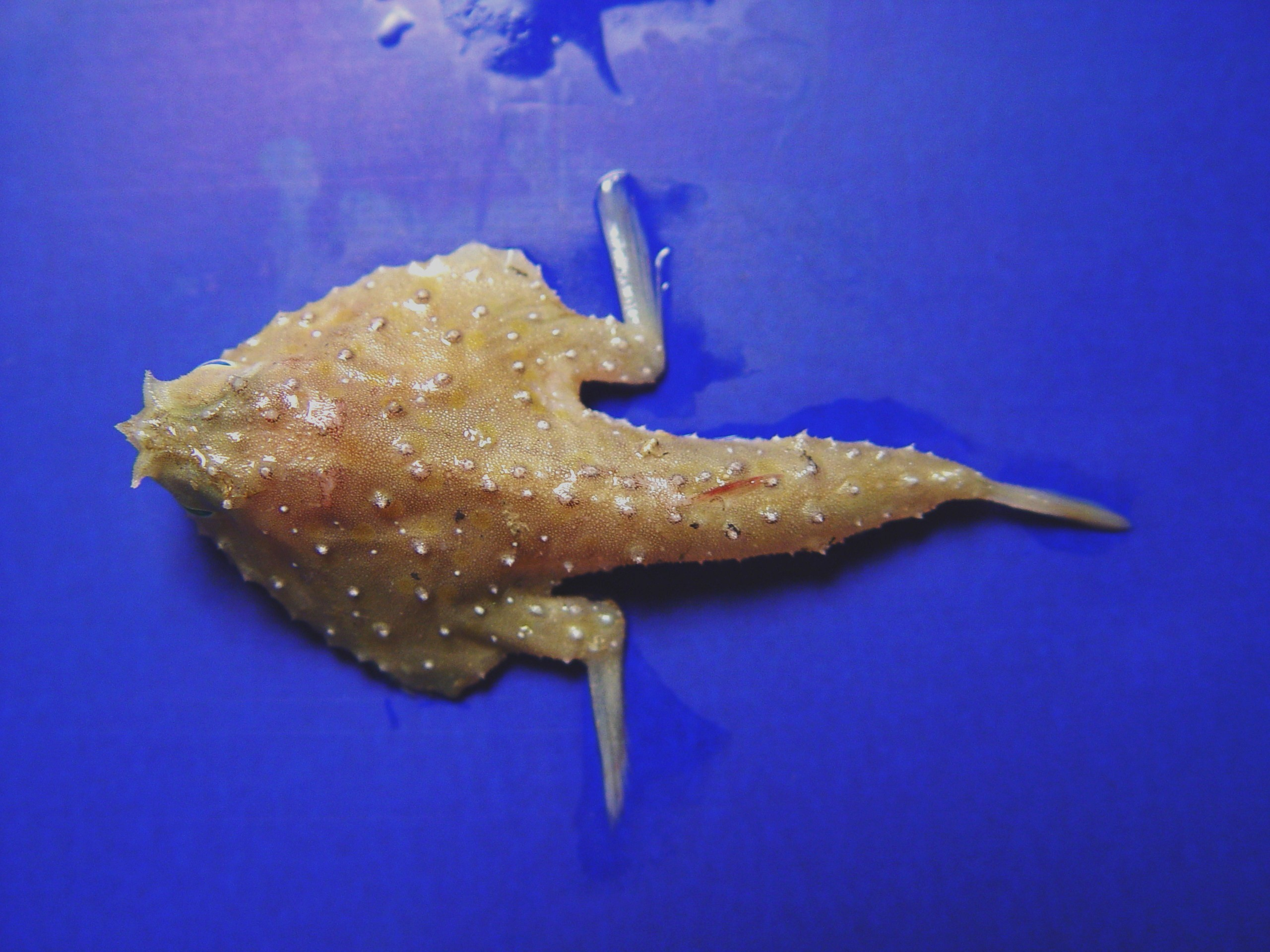
Zalieutes mcgintyi

Ogackowate, maźnicowate (Ogcocephalidae) – rodzina słabo poznanych morskich, drapieżnych ryb żabnicokształtnych (Lophiiformes) wyróżniających się sposobem poruszania oraz położoną na głowie wnęką, do której chowają wabik zwany illicium. Nie mają znaczenia gospodarczego.

## Występowanie
Wszystkie morza strefy tropikalnej i wiele subtropikalnej, z wyjątkiem Morza Śródziemnego, na szelfie i stoku kontynentalnym, w strefie przydennej (bental) – z wyjątkiem bentopelagicznego rodzaju Coelophrys – na różnych głębokościach, aż do 4000 m p.p.m. Najwięcej gatunków występuje w Oceanie Indyjskim oraz w ciepłej strefie Oceanu Spokojnego. Kilka gatunków żyje w estuariach.

## Cechy charakterystyczne
Ciało większości gatunków jest znacznie spłaszczone grzbietobrzusznie, przystosowane do życia w głębinach morskich. Krótki ogon. Głowa duża, trójkątna lub okrągła, z małym otworem gębowym wyposażonym w drobne zęby. Kształt ciała niektórych gatunków przypomina płaszczki. W przedniej części głowy usytuowane jest wgłębienie, do którego ryba wciąga stosunkowo krótkie illicum wraz z jego zakończeniem (esca). Skrzela zredukowane do dwóch łuków skrzelowych po każdej stronie, a małe, okrągłe otwory skrzelowe położone są za podstawą płetw piersiowych. Brak pęcherza pławnego. Ułożenie płetw piersiowych i brzusznych umożliwia chodzenie po dnie. Ogackowate osiągają przeciętnie 20 cm, maksymalnie do 40 cm długości. Żywią się bezkręgowcami i małymi rybami.

## Klasyfikacja
Rodzaje zaliczane do tej rodziny:
Coelophrys — Dibranchus — Halicmetus — Halieutaea — Halieutichthys — Halieutopsis — Malthopsis — Ogcocephalus — Solocisquama — Zalieutes